# علم‌الدین
علم‌الدین (به قرقیزی: Аламүдүн، الامۉدۉن) یک منطقهٔ مسکونی در قرقیزستان است که در استان چوئی واقع شده‌است.

## خصوصیات
علم‌الدین ۷۱۳ متر بالاتر از سطح دریا واقع شده‌است.